# Femmes dans les sociétés arabes

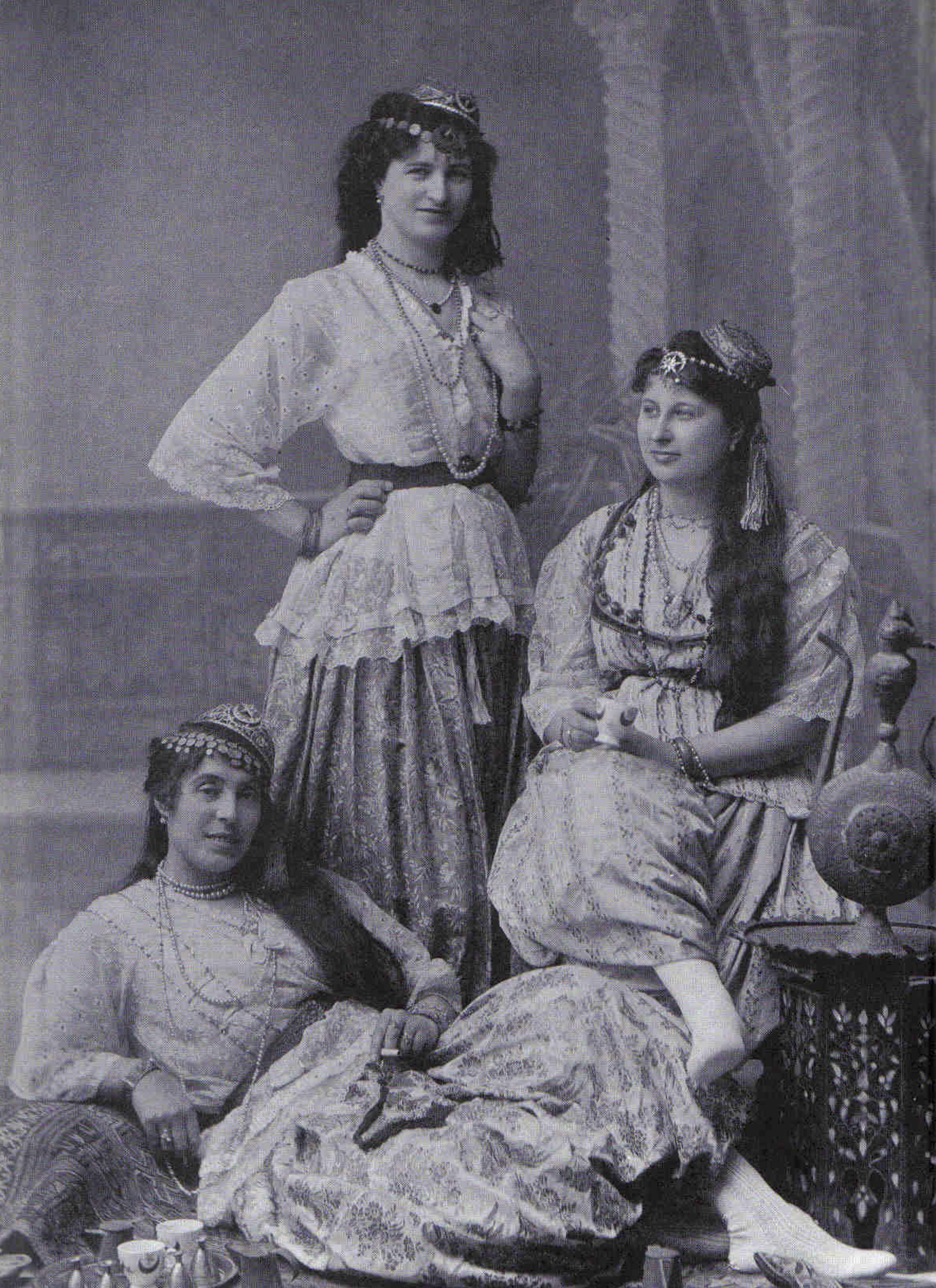
Trois femmes d'Alger dans les années 1880 ; celle qui est allongée tient une cigarette.

Le point de vue féministe sur les femmes dans les sociétés arabes est, comme dans la plupart des autres régions du monde, qu'elles ont tout au long de l'histoire vécu la discrimination et ont été soumises à des restrictions de leurs libertés et de leurs droits. Certaines de ces pratiques sont basées sur des croyances religieuses, mais de nombreuses limites sont d'ordre culturel et émanent de la tradition ainsi que de la religion. Ces principales contraintes qui créent un obstacle à l'égard des droits et libertés des femmes se reflètent dans les lois relatives à la justice pénale, à l'économie, à l'éducation et à la santé.

## Les femmes arabes avant l'islam

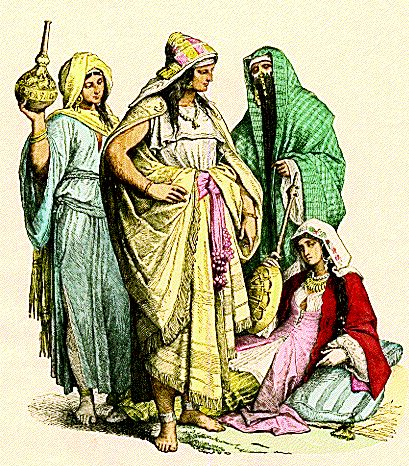
Habits des femmes arabes entre les IVe et VIe siècles.

Beaucoup d'auteurs ont discuté de la situation des femmes dans l'Arabie préislamique, et leurs résultats sont mitigés. Selon le droit de la coutume tribale existante en Arabie à l'avènement de l'Islam, les femmes n'avaient en règle générale pratiquement pas de statut juridique. Elles étaient vendues en mariage par leurs tuteurs pour un prix défini, le mari pouvait mettre fin à son union à volonté, et les femmes n'avaient peu ou pas de biens ni de droits de succession. Certains auteurs soutiennent que les femmes d'avant l'Islam étaient plus libres, comme le montre le premier mariage de Mahomet et celui de ses parents, mais aussi sur d'autres éléments comme l'existence d'un culte d'idoles féminines à la Mecque. D'autres auteurs, au contraire, conviennent que le statut de la femme dans l'Arabie préislamique était pauvre, citant des pratiques d'infanticide de filles, du nombre illimité de polygynie et le mariage patrilinéaire entre autres.
L'historienne saoudienne Hatoon al-Fassi considère des origines historiques plus anciennes des droits de la femme en Arabie. En s'appuyant sur des artefacts de l'ancien royaume nabatéen, elle constate que les femmes en Nabatène avait une personnalité juridique indépendante. Elle suggère aussi qu'elles ont perdu beaucoup de leurs droits avec l’arrivée du droit grec et romain de l'antiquité, antérieurs à l'arrivée de l'Islam et qui a conservé beaucoup de leurs éléments,. Valentine Moghadam analyse la situation des femmes à partir d'un cadre théorique marxiste, et soutient que la position des femmes est principalement influencée par l'urbanisation, l'industrialisation, la prolétarisation et la ruse politique des gestionnaires de l'État plutôt que par la culture ou le contenu intrinsèque de l'Islam. Elle considère que l'Islam n'est ni plus ni moins patriarcal que les autres religions du monde, en particulier le christianisme et le judaïsme,.
Dans l'Arabie préislamique, la condition des femmes variait considérablement en fonction des lois et normes culturelles des tribus dans lesquelles ils vivaient. Dans la prospère région du sud de la péninsule arabique, par exemple, les édits religieux du christianisme et du judaïsme étaient en vigueur parmi les sabiens et himyarites. Dans d'autres lieux tels que la ville de La Mecque, où Mahomet est né, un ensemble de droits tribaux était en place. C'était aussi le cas parmi les bédouins (habitants du désert), et ce code variait de tribu en tribu. Il n'y a donc pas de définition unique des rôles et des droits des femmes avant l'avènement de l'islam.
Dans certaines tribus, les femmes étaient émancipées, même en comparaison avec les standards actuels,. Dans certains cas, des femmes ont occupé de hautes positions de pouvoir et d'autorité.
L'avocate pakistanaise Sundas Hoorain affirme que les femmes dans l'Arabie préislamique avaient des droits beaucoup plus importants avant l'avènement de l'Islam. Elle décrit une société libérée sexuellement dans laquelle les hommes et les femmes pouvaient avoir de multiples partenaires ou contracter une relation monogame selon leur volonté. Elle conclut donc que l'idée musulmane selon laquelle la monogamie est une invention post-islamique est erronée et biaisée, et que les femmes avaient le droit de contracter un tel mariage avant l'islam. Elle décrit également une société dans laquelle la succession était matrilinéaire et où les enfants étaient retenus par la mère et vivait avec la tribu de la mère, alors que dans la charia, les jeunes enfants restent avec leur mère jusqu'à ce qu'ils atteignent l'âge de la puberté, puis doivent rester avec leur père. Sundas Hoorain cite également des problèmes posés par l'infanticide de masse des filles et la simultanéité de la polygamie généralisée, qu'elle voit comme un paradoxe illogique. Elle se demande comment il était possible pour les hommes d'avoir de nombreuses femmes si de nombreuses filles étaient tuées lorsqu’elles étaient enfants ou nourrissons.
Des études archéologiques ont mis au jour la pratique de l'infanticide dans l’Arabie préislamique. Des fragments de stèles datant du IIe siècle av. J.-C. dans la ville de Matira, à 45 km au nord de San'aa au Yemen, provenant d'un temple de Ma'rib ont ainsi été exhumés. Des inscriptions représentent un décret, qui, pour des raisons démographiques (déficit dû à la guerre ou à une épidémie), interdit cette pratique.
La situation des femmes dans ces contrées et à cette période, dépendait fortement de leur appartenance sociale et des circonstances. Les inscriptions religieuses, conservées par milliers pour le Yémen préislamique, gardent la trace d’un petit nombre de femmes issues vraisemblablement des rangs de l’aristocratie, disposant d’un patrimoine et d’une réelle autonomie matérielle indépendamment des hommes. La dépendance des femmes à l’égard des hommes qui ont autorité sur elles varie ainsi en fonction de leur statut initial et de leur rang. Totale pour les femmes esclaves, cette dépendance est beaucoup moins forte pour les femmes de statut libre, qui continuent, même mariées, d’être protégées par leur clan d’origine. Quelles que soient leurs différences, les sociétés de l’Arabie préislamique se présentent avant tout comme des sociétés patriarcales. Les femmes font partie des « faibles », désignées ainsi en raison de leur incapacité à se défendre, et sont placées sous la protection des hommes de leur entourage. Les mariages, accompagnés parfois de transferts de biens (dot et douaire), se définissent comme des transactions conclues entre deux familles, deux clans, voire deux tribus.
Les clans arabes ont un chef (sayyid ou chaykh), choisi par consensus. Le fils aîné du chef défunt est en général choisi. Avant l'apparition de l'islam, la place de la femme dans l'ordre social coutumier est subalterne. La filiation est exclusivement patriarcale. La polygamie est pratiquée proportionnellement à la fortune du chef de famille ; le père exerce une autorité absolue sur ses femmes, enfants, domestiques, clients (mawlâ), esclaves,. La fille est un bien de famille, cédé contre une compensation matrimoniale (le bien passe du patrimoine du fiancé à celui du père de la fiancée : ce n'est ni une dot ni un douaire; voir mariage arabe préislamique). Les divorces ou répudiations sont fréquents ; le concubinage avec les esclaves admis, de même que la prostitution. Enfin, l'endogamie est préférée (mariage avec la cousine), afin de préserver les biens collectifs de la famille.
Le Coran mentionne que les Arabes de la jahiliya (terme employé par les textes musulmans pour désigner la période pré-islamique) enterraient leurs filles vivantes, cette coutume barbare, notée par le commentateur coranique Muhammad Asad, semble avoir été assez répandue dans l'Arabie préislamique. Les motifs étaient de deux ordres : la peur que l'augmentation de la progéniture femme entraîne un fardeau économique, ainsi que la crainte de l'humiliation fréquemment provoquée par la capture des filles par une tribu ennemie, les filles pouvant préférer leurs ravisseurs à leurs parents et frères. Dans son livre Infanticide: Comparative and Evolutionary Perspectives, Glenn Hausfater raconte en détail comment Bin Qais Assem, un chef de la tribu de Tamim, tuait chacune de ses filles par peur de leur capture (et de sa propre disgrâce) au cours des guerres inter-tribales qui dominaient la société arabique de l'époque. Selon certains érudits, pendant les périodes de famine en particulier, les familles pauvres étaient susceptibles de tuer une fille car ils la voyaient comme un fardeau.
Il est généralement admis que l'islam a changé la structure de la société arabe et uniformisé le peuple dans une large mesure ; réformant et standardisant les rôles de chaque genre dans toute la région. Selon le professeur d'études islamiques écossais William Montgomery Watt, l'islam améliora la condition de la femme en "instituant des droits de propriété, d'héritage, d'éducation et du divorce",.
Les hadiths de Bukhari suggèrent que l'islam améliora le statut des femmes, par le deuxième Calife Omar qui disait : « Nous n'avons jamais donné de l'importance aux femmes durant la période pré-islamique de l'ignorance, mais quand l'islam est venu et qu'Allah a mentionné leurs droits, nous leur avons donné des droits, mais pas permis de s'immiscer dans nos affaires », livre 77, hadith 60, 5843, et Vol. 7, livre 72, hadith 734.

## Les femmes arabes après l'apparition de l'islam

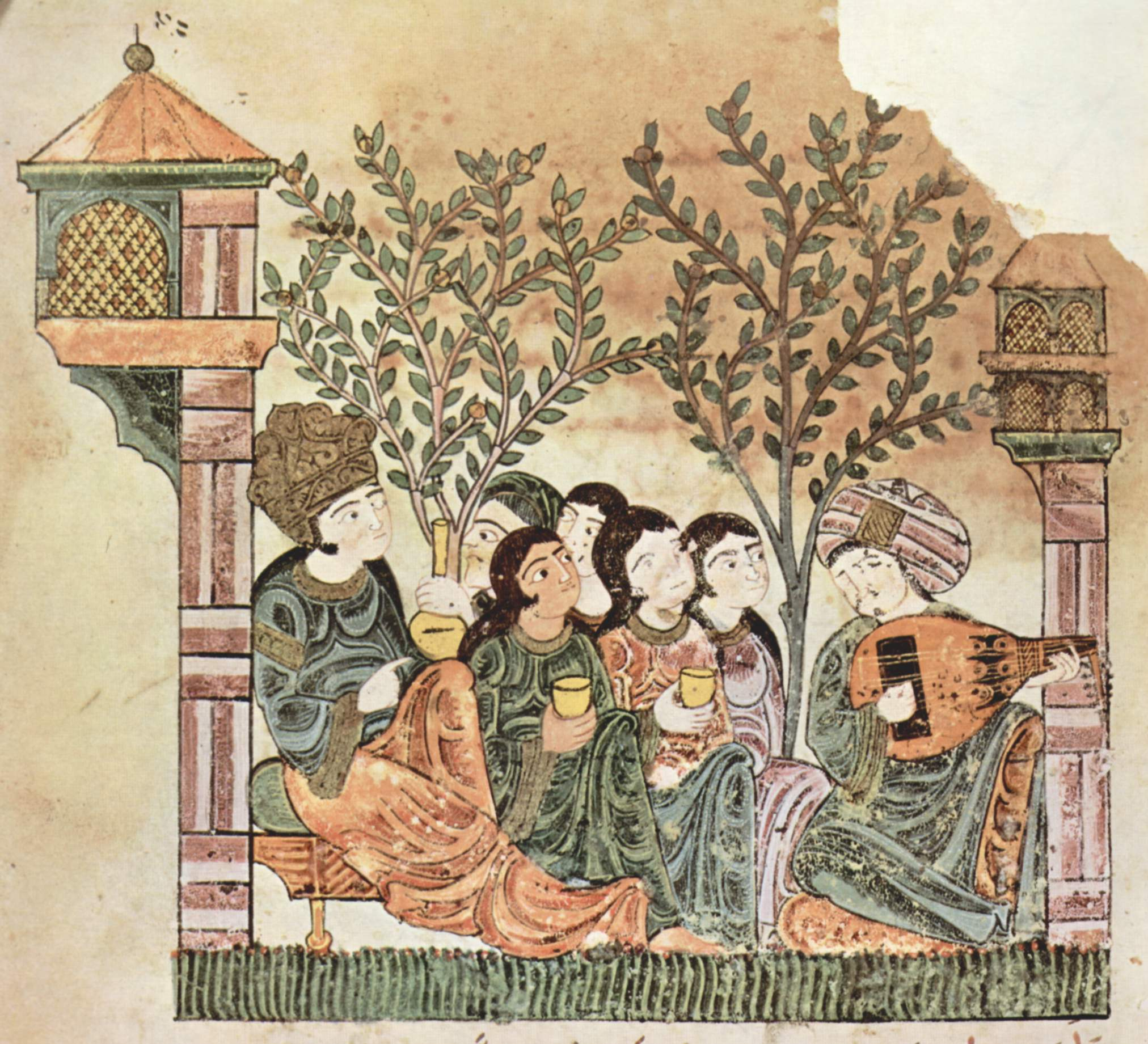
Une page d'un manuscrit arabe du XIIe siècle, représentant un homme qui joue du oud chez parmi un groupe de femmes (Hadith Bayad wa Riyad).

L'islam est né dans la péninsule arabique au VIIe siècle, et il est admis qu'il améliora la condition des femmes par rapport aux cultures arabes antérieures. Selon les décrets du Coran, les hommes et les femmes ont les mêmes devoirs et responsabilités dans leur adoration de Dieu. Il est écrit dans le Coran : « je ne souffrirai pas que soit perdu le travail de l'un d'entre vous mâle ou femelle, car vous êtes faits l'un de l'autre ». (Coran 3:195)
Le Coran rejette la pratique culturelle de tuer les enfants de sexe féminin indésirables après leur naissance.
Comme il apparaît dans (Coran 16:58-59), le message religieux est :
" Quand la nouvelle est apportée à l'un d'eux de la naissance d'une fille, son visage s'assombrit, et il s'emplit de chagrin. Avec honte il se cache de son peuple à cause de la mauvaise nouvelle qu'il a eue! doit-il le conserver (son visage) (souffrant et) mépris, ou l'enterrer dans la poussière? Ah! quel diabolique (choix) ils décident! » Le prophète de l'islam dit que « celui à qui une fille est née et qui ne l'enterre pas vivante, ne l'humilie pas en préférant un fils à une fille, sera envoyé au paradis ». Une autre tradition de Mahomet veut qu'il ait interdit les feux de l'enfer à celui qui aurait subi des épreuves et tribulations à cause d'une fille et ne la haïrait pourtant pas en se comportant bien envers elle.
Le professeur d'études Islamiques William Montgomery Watt écrit :

« Il est vrai que l'Islam est encore, à bien des égards, une religion d'hommes. Mais je crois que j'ai trouvé la preuve dans certaines des premières sources qui semblent montrer que Mahomet a amélioré les choses pour les femmes. Il semble que dans certaines parties de l'Arabie, notamment à la Mecque, un système matrilinéaire était en train d'être remplacé par un système patrilinéaire à l'époque de Mahomet. La prospérité croissante provoquée par le décalage des routes de commerce fut accompagnée par une croissance de l'individualisme. Les hommes amassaient des richesses personnelles considérables et voulaient être sûrs qu'elles seraient héritées par leurs propres fils, et non pas simplement par une famille étendue ou les fils de leurs sœurs. Cela conduisit à une détérioration des droits des femmes. Au moment où l'islam a commencé, les conditions des femmes étaient terribles : elles n'avaient pas le droit à la propriété, étaient censées être la propriété de l'homme et si leur mari mourait, tout allait à ses fils. Mahomet améliora beaucoup les choses. En instaurant des droits de propriété, d'héritage, d'éducation et du divorce, il a donné aux femmes certaines garanties de base. Situé dans un tel contexte historique, le Prophète peut être vu comme une figure qui a témoigné en faveur des droits des femmes. »

### Premières réformes
Pendant les premières réformes de l'islam au VIIe siècle, les réformes du droit des femmes affectèrent le mariage, le divorce et l'héritage. Les femmes n'étaient pas en accord avec le statut juridique d'autres cultures, y compris occidentales jusqu'à des siècles plus tard. The Oxford Dictionary of Islam stipule que l'amélioration générale des conditions des femmes arabes incluait l'interdiction de l'infanticide des filles et la reconnaissance des femmes comme personne. « La dot, précédemment considérée comme le prix de la mariée payé au père, est devenu un cadeau nuptial gardé par la femme comme partie de ses biens personnels »,. Sous la loi islamique, le mariage n'est plus considéré comme un état, mais plutôt comme un contrat, dans lequel le consentement de la femme est impératif,,. « Les femmes ont obtenu des droits de succession dans une société patriarcale, qui avait jusque-là réservé l'héritage aux parents de sexe masculin ». Annemarie Schimmel écrit que « par rapport à la position de la femme pré-islamique, la législation islamique traduit un énorme progrès ; la femme a le droit, au moins selon le texte de la loi, d'administrer la richesse qu'elle a apportée dans la famille ou gagnée par son travail »,. « Mahomet a accordé aux femmes des droits et des privilèges dans la sphère de la vie de famille, du mariage, de l'éducation, de l'économie ; des droits qui les aidaient à améliorer leur statut de femme dans la société ».

### Éducation
Les femmes ont joué un rôle important dans la fondation de nombreuses institutions d'éducation islamiques, telles Fatima al-Fihri qui fonda l'université d'Al-Karaouine en 859. Cela se poursuivit jusqu'à la dynastie des Ayyubides aux XIIe siècle et XIIIe siècle, lorsque 160 mosquées et médersas ont été établies à Damas, dont 26 étaient financées par les femmes à travers le Waqf (fiducie de confiance ou de bienfaisance). La moitié de tous les patrons royaux de ces établissements étaient également des femmes. En conséquence, des opportunités pour l'éducation des femmes sont apparues dans le monde islamique médiéval. Selon l'érudit sunnite du XIIe siècle Ibn Asakir, les femmes pouvaient étudier, gagner des ijazahs (diplômes universitaires) et être qualifiées de chercheurs et d'enseignante. C'était particulièrement le cas dans les familles érudites, qui voulaient assurer la meilleure éducation possible à leurs fils et à leurs filles pareillement. Ibn Asakir avait lui-même étudié auprès de 80 enseignantes à son époque. L'éducation des femmes dans le monde islamique était inspirée par les épouses de Mahomet : Khadija, femme d'affaires accomplie et Aïcha, savante du hadith et chef militaire. Selon Aïcha, la femme de Mohammed, « Comment splendide étaient les femmes d'Ansar ; la honte ne les empêcha pas de devenir savantes dans la foi ». Selon un hadith attribué à Mahomet, il fait l'éloge des femmes de la Médina pour leur désir de la connaissance religieuse.

### Emploi
La force de travail employée dans les califats arabes était issue de diverses ethnies et religions, et les hommes comme les femmes étaient occupés avec des professions et activités économiques diverses. Les femmes étaient employées dans un large éventail d'activités commerciales et d'occupations diverses dans le secteur primaire (comme agricultrices, par exemple), secondaire (comme dans la construction, la teinture, le textile, etc.) et tertiaire (comme investisseurs, médecins, infirmières, présidentes de guildes, courtières, colporteuse, prêteuse, chercheuse, etc.). Les femmes musulmanes ont également tenu un monopole sur certaines branches de l'industrie textile, la plus grande et la plus spécialisée et orientée vers le marché de l'industrie à l'époque, dans des professions telles que la filature, la teinture, et la broderie. En comparaison, le droit à la propriété et au travail salarié des femmes ont été relativement rares en Europe jusqu'à la révolution industrielle aux XVIIIe et XIXe siècles. La position économique des femmes a été renforcée par le Coran, mais la coutume locale a affaibli de cette position dans son insistance sur le fait que les femmes devaient travailler dans un secteur privé du monde : la maison, ou au moins dans une certaine sphère liée à la maison. Nadia Yousaf, une sociologue égyptienne enseignant maintenant aux États-Unis, a publié dans un récent article sur le travail des femmes du Moyen-Orient et dans les pays d'Amérique latine que le « Moyen-Orient rapporte systématiquement les records du plus faible taux d'activité féminine » pour le travail. Cela donne certainement l'impression que les femmes du Moyen-Orient ont peu ou pas de rôle économique, jusqu'à ce que l'on constate que les statistiques sont basées sur les travaux non agricoles à l'extérieur de la maison.
Au XIIe siècle, le plus célèbre philosophe musulman et qadi (juge) Ibn Rushd, connu en Occident sous le nom d'Averroès, affirmait que les femmes étaient égales aux hommes, à tous égards, et possédaient à égalité les capacités de briller en paix et en guerre, en citant des exemples de femmes guerrières chez les Arabes, les Grecs et les Africains pour soutenir sa cause. Au début de l'histoire de l'islam, des exemples notables de femmes musulmanes ayant combattu lors de la conquête musulmane et la Fitna (guerres civiles) en tant que soldats ou officiers incluent Nusaybah Bint k ab Al Maziniyyah, Aïcha, Kahula et Wafeira et Um Umarah.

## Monde arabe contemporain

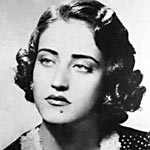
Asmahan, une actrice et chanteuse arabe renommée (1912-1944).

### Politique
L'histoire islamique a connu des cheffes respectées, comme Chajar ad-Durr (XIIIe siècle) en Égypte, la reine Orpha (morte en 1090) au Yémen et Razia Sultana (XIIIe siècle) à Delhi. À l'ère moderne, on a l'exemple de chefs d'État femmes dans les pays musulmans, comme en Indonésie, au Bangladesh, au Pakistan et en Turquie. Pourtant, aucune n'est jamais arrivée à cette fonction dans un pays arabophone, bien que l'on puisse remarquer l’influence de femmes comme Jihane el-Sadate, la femme d'Anouar el-Sadate en Égypte, et Wassila Bourguiba, femme de Habib Bourguiba en Tunisie, qui a beaucoup pris part aux affaires de l'État. Ce dernier président a par ailleurs institué une forme de féminisme d'État, note l'historienne et politologue Stéphanie Latte-Abdallah, en promulguant des lois égalitaires dans le droit de la famille (divorce, interdiction de la polygamie, reconnaissance de l'adoption, avortement non thérapeutique).
Beaucoup de pays arabes permettent aux femmes de voter aux élections nationales. La première femme à devenir députée dans le monde arabe fut Rawya Ateya, élue en 1957 en Égypte. Certains pays accordèrent le droit de vote dès l'indépendance alors que d'autres le firent ultérieurement par amendement constitutionnel,,,,.
Le premier pays musulman à ouvrir le droit de vote aux femmes fut l'Azerbaïdjan, en 1918. La Turquie a accordé le droit de vote aux femmes en 1930. Très liée à l’histoire de France, la question de la citoyenneté donc du droit de vote en général, dont celui des femmes en particulier, va évoluer au Maghreb et en Afrique au rythme de la situation politique de ces colonies administrées alors par la France. La question du vote des femmes — et souvent des hommes — dans les colonies françaises est complexe et traitée au cas par cas selon que les territoires sont voués ou non à devenir des départements ; ainsi les femmes votent dès 1945 en Guadeloupe et en Martinique. Cependant les « indigènes » font longtemps l’objet d’une exclusion politique, l’égalité citoyenne ne sera consacrée qu’en 1956 par la loi-cadre de Gaston Defferre. Depuis 1946, tous les Africains, jusque-là « sujets » de la France, sont devenus citoyens français mais sont toujours majoritairement privés du droit de vote. Seuls peuvent voter les « notables évolués, titulaires de décorations, fonctionnaires, militaires, commerçants, planteurs, etc… ». Les pays du Maghreb, et d'Afrique subsaharienne vont accorder le droit de vote aux femmes après l’indépendance. Ainsi, la Tunisie l'a instauré à peine 12 ans après la France. L'Algérie l'inscrit dans sa Constitution dès l'Indépendance, le Maroc près de 7 ans, après son indépendance. En comparaison, la France, malgré une brève légalisation du vote des femmes pendant la Commune de Paris en 1871, attendra 1944 pour que toutes les femmes majeures (21 ans) de l’Hexagone puissent obtenir ce droit et votent pour la première fois en 1945. Il faudra attendre 1974 pour que l'âge légal pour le vote des femmes soit ramené à 18 ans.
En 2019, on comptait 21% de femmes députées au Maroc. L'Algérie avoisinait les 26%, alors que la Tunisie est en tête du monde arabe et africain, avec près de 36% de femmes au parlement. En France ce chiffre atteint 40%, avec l’aide du droit positif (égalité homme/femme).
La première vague des mouvements féministes et féminins arabes a lieu dans les années 1920-1940, autour de personnalités comme l'Égyptienne Huda Sharawi et d'organisations comme l'Association des femmes arabes en Palestine. Plus tard, d'autres femmes jouent un rôle important, comme la médecin égyptienne Nawal El Saadawi qui écrit sur la sexualité. Dans les années 1960-1980, la seconde vague féministe se concentre sur des revendications liées à la démocratisation des régimes du monde arabe, sur le militantisme pro-palestinien, les droits de vote, à l'éducation et familiaux. À partir des années 1990, la troisième vague féministe se caractérise par une diversification des préoccupations des militantes féministes, « en se tournant vers les relations familiales, le couple, le rôle professionnel et économique des femmes, ou leur place dans la sphère religieuse » note l'historienne et politologue Stéphanie Latte-Abdallah. Certaines d'entre elles sont en effet devenues des théologiennes (alemat), des prédicatrices (murshidat) comme au Maroc ou encore des prêcheuses (da'iyat), alors que le féminisme islamique tente d'interpréter le Coran de manière égalitaire, notamment au niveau du droit de la famille. Certaines femmes militent pour devenir imam ou mufti (ce qui est déjà autorisé en Indonésie). Par ailleurs, cette troisième vague ne se limite plus au militantisme dans des organisations féministes traditionnelles mais à une implication dans des « réseaux souples », qui débordent la dichotomie séculier/religieux, notamment avec le féminisme islamique. Les révolutions issues du Printemps arabe de 2011 ont vu de nombreuses femmes participer dans beaucoup de pays aux manifestations et aux grèves, même si certaines se sont engagées moins comme féministes que comme citoyennes, à travers des fonctions qu'elles ont conquises par les progrès en matière éducative et salariale (droit, médecine, industrie, journalisme, etc.). En 2011, la militante égyptienne Aliaa Magda Elmahdy questionne le rapport au corps dans les sociétés arabes en postant des photos d'elle dénudée.
Les femmes arabes sont sous-représentées dans les parlements des États arabes, bien qu'elles gagnent en représentation. En 2005, l'union interparlementaire annonça que 6,5 % des députés des pays arabes étaient des femmes, contre 3,5% pour cent en 2000. En Tunisie, près de 23 % étaient alors des femmes. Le pays avec le plus grand parlement, l’Égypte, a environ 4 % de femmes. C'est par contre l’Algérie qui a la plus large représentation féminine avec 32% de ses députés,.
S’agissant de la représentation des femmes, le leader régional est l’Algérie, pays dans lequel la proportion des femmes à la chambre basse est passée de 6,7 % en 1995 à 31,6 % en 2015 (+24,9 pts). La majeure partie de cette hausse a été enregistrée en 2012, année où la part des femmes a grimpé de 8 à 31,6 %. Cette augmentation a coïncidé avec l’introduction d’une loi sur les quotas imposant entre 20 et 50 % de femmes parmi les candidats aux élections législatives en fonction du nombre de sièges dans les circonscriptions. De plus, un financement public est accordé aux partis selon le nombre de femmes présentées aux élections. L’évolution en Arabie saoudite est également impressionnante. La représentation des femmes au parlement y est passée à 19,9 % en 2013, à la suite d’une ordonnance royale réservant 20 % des sièges aux femmes, alors que le parlement était précédemment un organe exclusivement masculin. Dans d’autres pays, comme l’Iraq, le nombre de femmes élues en 2014 est resté plus ou moins le même qu’aux élections précédentes, à 25,3 %. Ceci s’explique par le quota de 25 % inscrit dans la Constitution et la loi électorale, laquelle comprend des mécanismes pour assurer aux femmes 25 % des sièges au Parlement.
En comparaison, l'Europe a connu dans son histoire récente cette sous représentation, avec des disparités importantes tout de même entre les pays du Nord (Suède, Norvège, etc.) et les pays du Sud (France, Portugal, etc.). Ainsi en France le taux de représentation des femmes était de 6,4 %, contre 40,1 % en Suède en 1995. Dans le même temps au Portugal ce taux était de 13 % contre 39,9 % en Norvège. En 2015 ce taux était ramené à 26,2 % pour la France contre 43,6 en Suède. À la même période au Portugal ce taux était de 31,3 % contre 40,2 % en Norvège.
Ces changements s’expliquent par des facteurs mondiaux et nationaux. Avant de réussir à entrer au Parlement, les femmes rencontrent une multitude de difficultés : normes culturelles, rôles attribués aux deux sexes, pratiques des partis, manque de soutien financier, environnement de travail traditionnellement masculin, etc. Ces facteurs combinés ont tendance à encourager la participation des hommes et à décourager celle des femmes. Les modèles ont commencé à évoluer à mesure que la participation politique des femmes à la politique a été mise à l’ordre du jour des programmes politiques nationaux.
Aux Émirats arabes unis, des femmes purent se présenter aux élections pour la première fois de leur histoire en 2006. Bien qu'une seule candidate, d'Abu Dhabi, fut directement élue, le gouvernement donna huit sièges du parlement fédéral (sur 40) aux femmes, soit 22,5 % du total.
Au niveau des postes éligibles, les femmes arabes sont peu nombreuses. En janvier 2011, elles représentent 3 % des parlementaires libanais, 7 % au Maroc et en Algérie, 9 % en Turquie, 12 % en Jordanie, 15 % à Bahreïn, 13 % en Égypte et 23 % en Égypte. Quelques pays ont cependant décidé une politique de quotas, comme la Jordanie, la Palestine et l'Irak. Après sa révolution, la Tunisie institue des binômes paritaires pour les candidats aux élections constituantes mais, in fine, seulement 24 % de femmes sont élues. Cependant, 47 % des élus du parti islamiste Ennahdha tunisien sont des femmes, bien que le poids politique de l'islam politique fasse craindre un retour en arrière dans les pays qui ont connu le Printemps arabe note l'historienne et politologue Stéphanie Latte-Abdallah.
Le rôle des femmes en politique dans les sociétés arabes est largement déterminé par la volonté des dirigeants de chaque pays de supporter la représentation des femmes et leur participation à la vie publique. Rola Dashti, candidate pour les élections législatives au Koweït en 2006, affirma que « l’attitude négative de la culture et des médias envers les femmes politiques » était une des raisons principales pour laquelle aucune femme n'était élue. Elle pointa aussi les "différences idéologiques" avec les conservateurs et les extrémistes islamiques qui s'opposent à la participation des femmes et qui découragent les femmes de voter pour une autre femme. Elle cita des rumeurs fallacieuses, des attaques sur les affiches et bannières des candidates femmes, le manque de soutien et la corruption comme barrière à l'élection de députées. Une des députées des émirats arabes unis, Najla al Awadhi, affirma que l'"avancement des femmes est un problème national et nous avons un gouvernement qui le comprend et qui veut qu'elles aient leurs droits".
Dans les années 2010, les lois sur la nationalité figurent parmi les revendications de nombreuses féministes arabes, notamment au Koweït, un centre économique important de la région, où les femmes mariées à un étranger créent des familles jouissant de droits limités. Ainsi, seulement quelques pays, comme la Tunisie, la Turquie, l'Algérie, le Maroc, l'Égypte et la Libye, permettent aux femmes de transmettre leur nationalité à leur mari et à leurs enfants.

### Politique d'invisibilité
L'idée de « politique d'invisibilité », a été introduite par Amira Jarmakani, dans le livre Arab and Arab American Feminism: Gender, Violence, & Belonging par Naber, Nadine Christine Alsultany, Evelyn Abdulhadi, et Rabab. Amira Jarmakani y explique que les féministes arabes-américaines sont placées dans un cadre paradoxal en étant à la fois invisibles et hyper-visibles. Elle appelle cela la « politique d'invisibilité », et déclare que l'on peut l'utiliser de manière créative afin d'attirer une attention positive sur des questions cruciales.
Le raisonnement d'Amira Jarmakani est que par la faute de l'image de la femme arabe véhiculée par l'administration Bush, beaucoup d'individus des sociétés occidentales ont un point de vue orientaliste, sont islamophobes et croient que le féminisme arabe ne peut pas exister. La raison à cela est que l'administration Bush lança l'« invasion de l'Afghanistan comme un projet de libération des Afghanes de l'oppression des talibans », et que cette vision ne laissait pas de place à l'idée qu'il pouvait y avoir un féminisme arabe. Elle explique que la Feminist Majority Foundation a endossé le rôle de sauveur au lieu de se battre avec les féministes arabes pour faire passer des messages qu'elle considérait importants de transmettre à leurs communautés. Cela, ainsi que l'invasion qui amena à réifier les notions stéréotypées de féminité arabe et musulmane comme monolithique oppressées. Elles dépendent du lot de mythologies culturelles américaines sur le monde arabo-musulman, qui sont souvent promulguées à travers des marqueurs surinterprétés, comme le “voile” (le mot anglais juxtaposant une variété de notions culturelles et religieuses exprimant la modestie, la piété ou l’identité, ou les trois à la fois)". Elle conclut enfin que du fait des symboles employés pour renforcer ces idées, ils « menacent d'éclipser le travail créatif des féministes arabo-américaines. Parce que ces mythologies sont si persuasives, opérant subtilement et insidieusement sur le registre du "bon sens", que les féministes arabo-américaines sont souvent poussées à corriger ses incompréhensions plutôt que de parler de leurs propres combats et revendications ». Du fait de ces symboles, les femmes arabes sont placées dans un paradoxe où « le marqueur (supposé) de l'invisibilité et de l’authenticité culturelle rend la féminité arabe et musulmane simultanément invisible et hypervisible ».
Du fait de l'hypervisibilité de symboles comme le voile, il est difficile de parler de la réalité de la vie des femmes arabes et arabo-américaines, « sans invoquer, et nécessairement répondre à l'image et à la mythologie auxquelles renvoie le voile » ; elle ajoute que le voile n'est pas le seul symbole, mais qu'il y en a d'autres comme les « crimes d'honneur » et la « lapidation ». Son argument est qu'en raison de ces symboles, il est difficile de pouvoir parler d'autres choses qui se passent dans la vie des femmes arabes et arabo-américaines. Mais Amira Jarmakani dit qu'il est possible de tirer parti de l'hypervisibilité pour l'utiliser à l'avantage des féministes arabes. Elle appuie son argumentaire sur celui de Joe Kadi dans son essai Speaking about Silence, où Joe Kadi déclare que ceux qui sont bâillonnés ou forcés au silence peuvent y mettre fin en le dénonçant. Amira Jarmakani suggère qu'au lieu de contrer la loi du silence par le dialogue comme le suggère Joe Kadi, les femmes arabes devraient utiliser le silence pour contrer les attaques de diversion qui les obligent à parler de sujets les rendant invisibles. Elle conclut ainsi :
« Simplement argumenter pour rejeter des stéréotypes mène inéluctablement à limiter la représentation et dépenser de l'énergie à créer un contre-discours qui pourrait confirmer la fausse idée binaire qui cadre déjà la compréhension du public. Le travail des féministes arabo-américaines doit être de continuer à encourager la fructueuse contextualisation des réalités complexes de la vie des femmes arabes et arabo-américaines. En solidarité avec les projets de libération et de justice sociale du monde entier, nous devons sciemment utiliser les outils d'objection de conscience pour supporter l'urgence de la création et l'aménagement de nouveaux espaces d'expression pour les féministes arabes. Plutôt que de simplement résister à la politique d'invisibilité qui nous dénie une présence entière, nous devons la mobiliser, en la transformant en un moyen par lequel nous pouvons exprimer la complexité des vies des arabes et arabo-américaines ».

### Droit de vote des femmes dans le monde arabe
Les femmes ont acquis le droit de vote sur une base universelle et égale au Liban en 1952, en Syrie (de vote) en 1949 et (sans restrictions) en 1953, Égypte en 1956, en
Tunisie en 1959, en Mauritanie en 1961, en Algerie en 1962, au Maroc en 1963, en Libye
et au  Soudan en 1964, au Yémen en 1967  puis (entièrement) en 1970, au Bahreïn en 1973, en Jordanie en 1974, en Irak (entièrement) en 1980, au Koweït en 1985 (ensuite retiré puis redonné en 2005) et à Oman en 1994. En Arabie saoudite, les femmes ont voté pour la premiere fois lors des élections municipales de 2015.

### Rôle économique
Dans certains des plus riches pays arabes, comme les Émirats arabes unis, le nombre de femmes chefs d'entreprises s'accroit rapidement et s'ajoute au développement économique du pays. Beaucoup de ces femmes travaillent avec des entreprises familiales et sont encouragées à travailler et étudier à l'extérieur de leur maison. Les femmes arabes sont estimées posséder 40 milliards de dollars en fortune personnelle cumulée, avec les familles qataries parmi les plus riches du monde.
En janvier 2011, la part de femmes dans la population active est de 20-25 % au Liban, en Jordanie, en Égypte, au Maroc et en Tunisie et de 37 % en Algérie.

### Éducation
Depuis les années 1970-1980, les politiques éducatives dans les pays arabes ont permis une expansion significative de la scolarisation féminine, notamment dans l’enseignement secondaire et supérieur, en particulier en Arabie saoudite et à Bahreïn avec un taux de 60 % en 2010. Ces progrès sont attribués à des réformes étatiques visant à moderniser les infrastructures éducatives, à instaurer la gratuité scolaire, et à promouvoir une certaine égalité d’accès entre filles et garçons.
Cependant, les avancées ne sont pas homogènes à travers la région. Par exemple, en Égypte, bien que l’enseignement supérieur soit perçu comme un vecteur d’ascension sociale par les familles de classe moyenne, les normes culturelles continuent d’influencer les choix éducatifs des filles, souvent orientées vers des filières perçues comme « féminines », telles que l’éducation ou les lettres. De manière générale, les familles exercent un rôle déterminant dans la socialisation éducative, imposant parfois des restrictions liées aux attentes genrées, notamment en matière de décence et de comportements en milieu mixte.
Dans d’autres pays comme la Palestine, l’expansion de l’accès à l’enseignement supérieur a permis une augmentation notable de la participation féminine, avec une parité atteinte dans les universités à partir des années 1990. Cependant, des disparités subsistent dans l’obtention des diplômes avancés et dans les filières les plus compétitives (comme la médecine et l’ingénierie), où les femmes restent sous-représentées.
Malgré des progrès évidents, plusieurs obstacles entravent encore l’égalité des opportunités éducatives. Dans les zones rurales et les pays moins développés comme le Yémen, les taux de scolarisation féminine restent faibles en raison de la pauvreté, des mariages précoces, et du manque d’infrastructures scolaires accessibles. En Égypte, les valeurs traditionnelles transmises au sein de la famille et le contrôle social tendent à limiter la mixité et à maintenir une séparation des sexes même dans les environnements éducatifs, influençant les choix de carrière des jeunes femmes. 
Pour contrer ces inégalités, plusieurs initiatives ont vu le jour. Par exemple, des programmes de l’UNESCO et des organisations locales dans les pays arabes visent à promouvoir l’éducation des filles dans les zones rurales et à sensibiliser les familles sur l’importance de l’égalité dans l’accès à l’éducation. Par ailleurs, certaines universités, notamment en Palestine, ont adopté des quotas d’inscription pour les étudiantes et des programmes de bourses pour réduire les barrières économiques.

### Transports
Les femmes ont des degrés de difficulté variés à se déplacer librement dans les pays arabes. Certaines nations leur interdisent de voyager seules, d'autre leur permettent de voyager librement, bien qu'elles soient plus exposées au risque de harcèlement ou d'agression sexuelle que dans les pays occidentaux.
Les femmes ont le droit de conduire dans tous les pays arabes sauf l'Arabie saoudite (jusqu'en 2018). En Jordanie, les restrictions pour les femmes ont été levées en 2003. Au Yémen, les femmes doivent obtenir une attestation de leur mari ou de leur père pour obtenir un visa pour quitter le pays, et ne peuvent emmener leurs enfants avec elles sans la permission de leur père, même dans le cas où celui-ci est emprisonné. La possibilité pour les femmes de se déplacer en Arabie saoudite est sévèrement restreinte. En 2008 pourtant, une nouvelle loi accorda aux femmes d'origine étrangère et à tous leurs enfants de voyager librement dans le pays.

### Robes traditionnelles

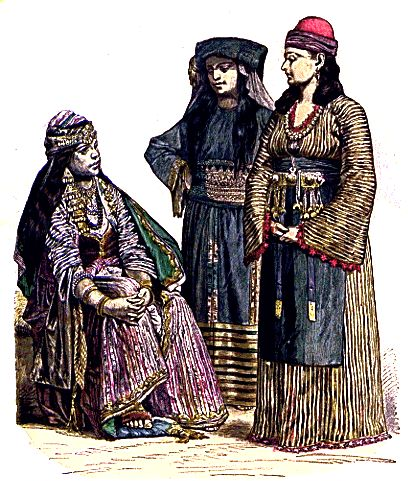
Costumes de femmes arabes à la fin du XIXe siècle.

L'attachement aux tenues traditionnelles varie selon les sociétés arabes. L'Arabie Saoudite est plus traditionnelle, alors que l’Égypte l'est moins. Les femmes doivent porter l'abaya uniquement en Arabie Saoudite, et cela est contrôlé et réprimé par la police religieuse. Certains allèguent que cela restreint leur participation à l'économie et à d'autres activités. Dans la plupart des pays, comme le Bahreïn, le Koweït, le Liban, la Libye, Oman, la Jordanie, la Syrie, le Maroc, l’Algèrie et l’ Égypte, le voile n'est pas obligatoire. En Tunisie, le gouvernement séculaire a banni l'utilisation du voile en opposition à l’extrémisme religieux. Le précédent président Zine El Abidine Ben Ali qualifia le voile de sectaire et d'étranger et appuya l'importance de la robe traditionnelle tunisienne comme symbole de l'identité nationale. Le féminisme islamique s'oppose à ces deux sortes d’extrémismes qui imposent un code vestimentaire.

### Identités musulmane et arabe
"Arabe" et "musulman" sont souvent employés de manière interchangeable. La confusion de ces deux identités ignore les croyances variées des Arabes et oublie les deux tiers des musulmans, qui ne sont pas arabes. Cela « efface aussi de vastes communautés historiques et ethniques qui ne sont ni arabes ni musulmanes, mais qui vivent et interagissent avec une majorité d'Arabes et de musulmans ». Cette généralisation "permet la construction d'Arabes et de musulmans avec un arrière-plan barbare, misogyne, sexuellement sauvage et répressif". Ce type de stéréotype conduit à l'orientalisation des femmes arabes et les dépeint comme fragiles, oppressées sexuellement et qui ne peuvent se battre pour leurs croyances.

### Images de femmes arabes en Occident
Le hijab a été utilisé pour décrire l'oppression sexiste des femmes arabes, particulièrement après la série d'attentats du 11 septembre 2001. Cet usage du hijab "...capitalise sur les images de femmes exotiques, opprimées qui ont besoin d'être sauvées de l'(hyper-)patriarchie indigène". Ce faisant, la femme arabe est exotisée, marginalisée et considérée comme autre. Les militaires américains en particulier utilisent le hijab comme symbole de l'oppression sexiste des Arabes, qu'ils devraient sauver. La Feminist Majority Foundation est un exemple de groupe féministe global qui "...s'est exprimé pour les femmes afghanes depuis le début des années 1990". Comme l'armée américaine, elle combat contre le hijab dans un effort pour sauver ou libérer les femmes de leur oppression. Au lieu de parler avec les femmes arabes, les féministes globales parlent pour elles, les réduisant au silence. À travers ce silence forcé, les femmes arabes sont montrées comme incapables de se défendre par elles-mêmes.[réf. nécessaire]